# Aeroporto de Yecheon
O Aeroporto de Yecheon (IATA: YEC, ICAO: RKTY) é um aeroporto localizado no condado de Yecheon, Coreia do Sul. O aeroporto possui uma pista 10/28.